# 루카스 레더
루카스 레더(독일어: Lukas Raeder, 1993년 12월 30일 ~ )는 독일의 축구 선수로 포지션은 골키퍼이다.

## 선수 경력

### 바이에른 뮌헨
레더는 2012년 살케에서 바이에른 뮌헨으로 이적했다. 레더는 2014년 4월 12일 보루시아 도르트문트전에서 하프 타임에 마누엘 노이어와 교체 투입되어 바이에른 뮌헨 1군 데뷔를 하였다. 레더는 후반전에 2실점을 하였고 팀은 3-0으로 패배했다.

### 비토리아 세투발
2014년 7월 7일 그는 포르투갈의 비토리아 FC와 3년 계약을 맺었다.